# Nur Luqman
Nur Luqman (* 20. Juni 1998 in Singapur), mit vollständigen Namen Nur Luqman bin Abdul Rahman, ist ein singapurischer Fußballspieler.

## Karriere

### Verein
Nur Luqman stand bis Ende 2018 beim Warriors FC unter Vertrag. Der Verein spielte in der ersten Liga, der Singapore Premier League. Für die Warriors stand er elfmal in der ersten Liga auf dem Spielfeld. 2019 wechselte er zum Ligakonkurrenten Young Lions. Die Young Lions sind eine U23-Mannschaft, die 2002 gegründet wurde. In der Elf spielen U23-Nationalspieler und auch Perspektivspieler. Ihnen soll die Möglichkeit gegeben werden, Spielpraxis in der ersten Liga zu sammeln. Hier absolvierte er 15 Spiele in der ersten Liga. 2020 nahm ihn der ebenfalls in der ersten Liga spielende Geylang International unter Vertrag.

### Nationalmannschaft
Nur Luqman spielte 2019 einmal in der singapurischen U23-Nationalmannschaft. Hier kam er am 9. Juni 2019 in einem Freundschaftsspiel gegen Thailand zum Einsatz. Inder 70. Minute wurde er für Haiqal Pashia eingewechselt.